# São Francisco, Minas Gerais
São Francisco là một đô thị thuộc bang Minas Gerais, Brasil. Đô thị này có diện tích 3299,801 km², dân số năm 2007 là 52985 người, mật độ 16,8 người/km².